# Andreas von Ettingshausen
Andreas von Ettingshausen (Heidelberg, 1796. november 25. – Bécs, 1878. május 25.) osztrák matematikus, fizikus. Constantin von Ettingshausen paleobotanikus apja.

## Élete
Katonatiszti családból származott. A középiskolát Bécsben végezte, ugyanitt szerzett filozófiai és jogi diplomát, közben a tüzértiszti főiskolán matematikai előadásokat hallgatott. 1817-től az innsbrucki egyetemen a matematika és fizika adjunktusa, 1821-től a felsőbb matematika professzora volt a bécsi egyetemen, 1835-től pedig a fizika, alkalmazott matematika és mechanika rendes professzora. 1849 és 1852 között a mérnöki akadémián tanított, 1852-ben visszakerült a bécsi egyetemre és a fizikai intézet igazgatói tisztét is betöltötte. 1862-ben rektorrá nevezték ki.
1847 és 1850 között ő volt a Bécsi Tudományos Akadémia első főtitkára, komoly érdemeket szerezve az alapítás során. 1858-ban a Magyar Tudományos Akadémia tagjává választották.
Matematikai dolgozataiban a hatványsorokkal, egyenletrendszerek megoldásával, határozott integrálokkal, a Sturm-tétellel, síkgörbékkel, differenciálegyenletekkel, a Taylor-képlettel, illetve a Green-tétellel foglalkozott. A fizika területén az érdeklődése a mikroszkópok nagyítása, elektromágneses gépek, a fényoszcilláció felé fordult. 1826 és 1872 között szerkesztője volt a Zeitschrift für Physik und Mathematik című folyóiratnak.

## Főbb művei
- Die Kombinatorische Analysis, 1826
- Vorlesungen über höhere Mathematik. 1827
- Die Prinzipien der heutigen Physik, 1857
- Anfangsgründe der Physik, 1860.